# Constance van Antiochië
Constance van Antiochië (1127 - 1163) was enig kind van Bohemund II van Antiochië en Alice van Antiochië, dochter van koning Boudewijn II van Jeruzalem. Ze was  vorstin van Antiochië van 1131 tot aan haar dood in 1163.

## Vroege leven
Constance was drie jaar oud toen haar vader, Bohemund II, overleed in 1130 tijdens een veldtocht door het Taurus-gebied. Vlak bij Anarzarbus kwam hij om het leven tijdens een hinderlaag, opgezet door emir Ghazi. Haar moeder Alice nam het regentschap op zich van het vorstendom Antiochië. Vreemd genoeg zocht ze steun bij de moslimleider Zengi in Mosoel. Koning Boudewijn II van Jeruzalem zag dit als verraad van zijn dochter, en stuurde Jocelin I van Edessa naar Antiochië om orde en gezag te laten gelden. Alice werd verbannen naar de havenstad Latakia, Constance werd opgenomen aan het koninklijk hof waarbij het regentschap van Antiochië door Jocelin I en Boudewijn werd waargenomen. Het jaar erop overleed Jocelin I in Kaysun, en later ook koning Boudewijn II. Constances moeder Alice liet haar macht weer gelden door Jocelin II van Edessa niet als regent te erkennen. Niet lang daarna legden de twee hun dispuut bij, en steunden Pons van Tripoli in zijn dispuut met de nieuwe koning van Jeruzalem, Fulco V van Anjou. Er volgde een kleine christelijke oorlog tussen de kruisvaartstaten en het koninkrijk Jeruzalem waarbij het kasteel Chastel Rouge belegerd werd door Fulco, en hij het dispuut met de kruisvaartstaten won. Alice werd opnieuw verbannen naar Latakia.

## Eerste huwelijk
In 1135 wilde Alice, Constances moeder, dat haar dochter een huwelijk aanging met Manuel I Komnenos, maar Fulco besliste anders. Hij liet de dan 10-jarige Constance huwen met de 36-jarige Raymond van Poitiers, zoon van Willem IX van Aquitanië. Constance genoot een deel van haar opvoeding aan het Engelse hof. Ze werd deels onderwezen door Gerard de Jamberre, een meester der Maltezerorde die in het geheim ook om de hand van Constance gevraagd zou hebben. Het werd echter Raymond van Poitiers, die als pelgrim naar Antiochië moest komen, omdat de spanningen tussen de Frankische en Normandische bevolking erg groot was. Onder toezicht van Rudolf van Domfort werd het huwelijk in 1136 gesloten. Constance en Raymond kregen vier kinderen:
- Bohemund III van Antiochië; die haar opvolgde in 1163
- Boudewijn (overl ± 1176)
- Maria van Antiochië, trouwde met Manuel I Komnenos;
- Filippa van Antiochë, maîtresse van Andronicus I Comnenus, huwde met Humpfrey II van Toron.

Raymond kwam te overlijden tijdens de Slag bij Inab in 1149,

## Tweede huwelijk
Constance werd geadviseerd om opnieuw een huwelijk aan te gaan. Ivo van Nesle, graaf van Soissons (huis Nesle), Walter van Falkenberg (Sint. Omer) en Ralph van Merle, Baron uit Tripoli waren voorname kandidaten. Constance wilde echter geen overeenkomst sluiten en vroeg een audiëntie aan bij Manuel I Komnenos, in de hoop met zijn steun uit de macht van het koninkrijk Jeruzalem los te komen en zo de onafhankelijkheid van Antiochië te waarborgen. De Byzantijnse steun was echter maar matig waardoor de verbondenheid nooit helemaal 100 procent werd. In 1152 zond Boudewijn III van Jeruzalem een bode naar Constance met de vraag of zij een bemiddelingsgesprek wilde voeren tussen Boudewijn en zijn moeder Melisende van Jeruzalem. Constance beantwoordde deze opdracht niet. Het jaar erop trouwde Constance in 1153 met Reinoud van Chatillon, een huwelijk dat door vele edelen als vreemd werd gezien, omdat Reinoud van lage adel was en na het verloop van de Tweede Kruistocht in het Heilige land verbleef. Hij maakte zich erg snel berucht door de patriarch Amalrik van Limoges gevangen te zetten en plundertochten te houden op de Middellandse zee. Hij werd in 1160 gevangengenomen door de stadhouder van Aleppo en de volgende zestien jaar zou hij in Aleppo verblijven. In 1159 huwde Byzantijns keizer Manuel I met Maria van Anthiochië, Constances dochter. In 1162 brak er een vete uit tussen Constance en haar zoon Bohemund III. De toen 18-jarige Bohemund III werd gesteund door het koninkrijk Jeruzalem. Constance wendde zich tot Constantijn Koloman, maar die steunde haar maar eenmalig. Bohemund won uiteindelijk dit dispuut en Constance werd uit Antiochië gezet en overleed nog hetzelfde jaar op 30-jarige leeftijd in ballingschap in 1163. Ze kreeg met haar tweede man Reinoud (Reynauld) vijf kinderen;
- Agnes van Antiochië (1154- overl,1184), ze trouwde met Béla III van Hongarije.
- Alice of Alix van Chatillon, huwde Azzo VI van Este
- Boudewijn van Chatillon (overleden 1176)
- Reinoud van Chatillon (jong overleden)
- Jeanne van Chatillon, mogelijk de tweede vrouw van Bonifatius I van Monferrato.

## Voorouders
| Voorouders van Constance van Antiochië (1127-1163) | Voorouders van Constance van Antiochië (1127-1163)                         | Voorouders van Constance van Antiochië (1127-1163)                         | Voorouders van Constance van Antiochië (1127-1163)                         | Voorouders van Constance van Antiochië (1127-1163)                         | Voorouders van Constance van Antiochië (1127-1163)                      | Voorouders van Constance van Antiochië (1127-1163)                      | Voorouders van Constance van Antiochië (1127-1163)                      | Voorouders van Constance van Antiochië (1127-1163)                      |
| -------------------------------------------------- | -------------------------------------------------------------------------- | -------------------------------------------------------------------------- | -------------------------------------------------------------------------- | -------------------------------------------------------------------------- | ----------------------------------------------------------------------- | ----------------------------------------------------------------------- | ----------------------------------------------------------------------- | ----------------------------------------------------------------------- |
| Overgrootouders                                    | Robert Guiscard (1015–1085) ∞ Alberada van Buonalbergo (1033-1122)         | Robert Guiscard (1015–1085) ∞ Alberada van Buonalbergo (1033-1122)         | Filips I van Frankrijk (1052-1108) ∞ Bertha van Holland (1058-1094)        | Filips I van Frankrijk (1052-1108) ∞ Bertha van Holland (1058-1094)        | Hugo I van Rethel (1040-1118) ∞ 1051 Melisende van Montlhéry (-)        | Hugo I van Rethel (1040-1118) ∞ 1051 Melisende van Montlhéry (-)        | Gabriel van Melitene (1055-1103) ∞ 1050 ? (-)                           | Gabriel van Melitene (1055-1103) ∞ 1050 ? (-)                           |
| Grootouders                                        | Bohemund I van Antiochië (1058-1111) ∞ Constance van Frankrijk (1078-1126) | Bohemund I van Antiochië (1058-1111) ∞ Constance van Frankrijk (1078-1126) | Bohemund I van Antiochië (1058-1111) ∞ Constance van Frankrijk (1078-1126) | Bohemund I van Antiochië (1058-1111) ∞ Constance van Frankrijk (1078-1126) | Boudewijn II van Jeruzalem (-1131) ∞ Morphia van Melitene (-1126)       | Boudewijn II van Jeruzalem (-1131) ∞ Morphia van Melitene (-1126)       | Boudewijn II van Jeruzalem (-1131) ∞ Morphia van Melitene (-1126)       | Boudewijn II van Jeruzalem (-1131) ∞ Morphia van Melitene (-1126)       |
| Ouders                                             | Bohemund II van Antiochië (1108-1131) ∞ Alice van Antiochië (1110-1136)    | Bohemund II van Antiochië (1108-1131) ∞ Alice van Antiochië (1110-1136)    | Bohemund II van Antiochië (1108-1131) ∞ Alice van Antiochië (1110-1136)    | Bohemund II van Antiochië (1108-1131) ∞ Alice van Antiochië (1110-1136)    | Bohemund II van Antiochië (1108-1131) ∞ Alice van Antiochië (1110-1136) | Bohemund II van Antiochië (1108-1131) ∞ Alice van Antiochië (1110-1136) | Bohemund II van Antiochië (1108-1131) ∞ Alice van Antiochië (1110-1136) | Bohemund II van Antiochië (1108-1131) ∞ Alice van Antiochië (1110-1136) |